# Elizabeth Howard (ultra-trail)
Pour les articles homonymes, voir Elizabeth Howard (homonymie) et Howard.
Elizabeth Howard, souvent appelée Liza Howard, est une athlète américaine née en 1972,. Spécialiste de l'ultra-trail, elle a notamment remporté la Leadville Trail 100 en 2010 et 2015 ainsi que la Javelina Jundred en 2011.

## Résultats
| no  | féminin           | Course              | Longueur | Départ           | Temps            |
| --- | ----------------- | ------------------- | -------- | ---------------- | ---------------- |
| 15e | Médaille d'or     | Leadville Trail 100 | 100 mi   | 21 août 2010     | 21 h 19 min 48 s |
| 4e  | Médaille d'or     | Javelina Jundred    | 100 mi   | 12 novembre 2011 | 15 h 46 min 59 s |
| 14e | Médaille d'argent | Leadville Trail 100 | 100 mi   | 18 août 2012     | 20 h 44 min 07 s |
| 10e | Médaille d'argent | Leadville Trail 100 | 100 mi   | 16 août 2014     | 20 h 01 min 15 s |
| 6e  | Médaille d'or     | Leadville Trail 100 | 100 mi   | 22 août 2015     | 19 h 34 min 09 s |